# Cleyton do Nascimento Meireles
Cleyton do Nascimento Meireles, mais conhecido como Cleyton (Cantagalo, 12 de abril de 1989), é um futebolista brasileiro que atua como zagueiro. Atualmente está sem clube.

## Carreira
Cleyton iniciou sua carreira nas categorias de base do Avaí em 2005. No ano de 2009, fez sua estreia na categoria profissional, atuando no Iguaçu emprestado pelo Avaí. Voltou para o time de Florianópolis em 2010, aonde foi Campeão Catarinense e disputou o Campeonato Brasileiro. Seu primeiro gol pelo time, foi no estadual contra o Criciúma na Ressacada no dia 13 de março de 2010, quando o Avaí venceu por 1 a 0.
No ano de 2011, o contrato de Cleyton com o Avaí foi renovado até dezembro de 2012 e, logo após, foi emprestado ao Marília para a disputa da Série C de 2011. Mas, sem nem mesmo atuar pelo time de São Paulo, retornou a Santa Catarina para reforçar o Guarani de Palhoça na Divisão Especial do Campeonato Catarinense de 2011. Estreou no time no dia 20 de agosto na vitória de 3 a 0 sobre o Caxias-SC no estádio Renato Silveira. Clayton substituiu o zagueiro Vinícius aos 30 minutos do segundo tempo. O Guarani não alcançou o seu objetivo no campeonato e, ao término da competição, Cleyton retornou ao Avaí clube que o revelou e com quem tem contrato vigente.
Mesmo sem nem atuar pelo time da capital na sua volta, Cleyton foi diretamente emprestado ao Brusque para a disputa do Campeonato Catarinense de 2012. Na estreia do jogador e do time no estadual, o Brusque venceu o Metropolitano por 1 a 0 fora de casa. Mas a campanha do time não foi boa e, já pela sexta rodada do returno no jogo em que o Brusque perdeu em casa para o Camboriú por 2 a 1, foi oficializado matematicamente o seu rebaixamento no campeonato.
Para a temporada de 2012, foi novamente emprestado desta vez para o Marcílio Dias até o final da temporada, aonde disputaria a Série D do Campeonato Brasileiro Mas a negociação acabou não se concretizando, e Clayton retornou para o Guarani de Palhoça para a disputa da Divisão Especial do Campeonato Catarinense. Em sua segunda passagem pelo clube de Palhoça Clayton atuou em 10 partidas e anotou 1 gol, ajudando o time a conquistar o primeiro turno da competição (ao final do campeonato o Guarani viria a se tornar o campeão).
No dia 4 de outubro de 2012, é anunciada o empréstimo de Cleyton para o Metropolitano, por meio de uma parceria entre o time de Blumenau e o Avaí, que detém os direitos do atleta, mas Clayton acabou nem atuando pelo time de Blumenau. Para a temporada de 2013 Clayton foi novamente incorporado ao elenco do Avaí, mas como não teve muitas oportunidades ao longo do Campeonato Catarinense, acabou dispensado ao fim da competição.
Na sequência da temporada de 2013, Cleyton retornou ao Brusque para reforçar o time na Divisão Especial do Campeonato Catarinense. O time, apesar de ter perdido o título para o Marcílio Dias, se garantiu na Divisão Principal do Campeonato Catarinense de 2014. No segundo semestre, Cleyton continuou no Brusque para a disputa da Copa Santa Catarina, mas o clube acabou eliminado na primeira fase da competição. No ano seguinte, iniciou a disputa da Série A do Campeonato Catarinense, também pelo Brusque.
Para a temporada de 2014, Cleyton assinou com o Camboriú para a disputa da Série B do Campeonato Catarinense.
Para a temporada de 2017, Cleyton assinou com o América de Natal para a disputa da Série D.

## Títulos
Avaí
- Campeonato Catarinense: 2010

Guarani
- Campeonato Catarinense - Série B: 2012

Brusque
- Campeonato Catarinense - Série B: 2015
- Campeonato Brasileiro de Futebol - Série D: 2019
- Copa Santa Catarina: 2018, 2019
- Recopa Catarinense: 2020

## Estatísticas
Última atualização: 6 de abril de 2014.
| Clube   | Temporada | Brasileirão | Brasileirão | Estadual | Estadual | Copa SC | Copa SC | Total | Total |
| Clube   | Temporada | Jogos       | Gols        | Jogos    | Gols     | Jogos   | Gols    | Jogos | Gols  |
| ------- | --------- | ----------- | ----------- | -------- | -------- | ------- | ------- | ----- | ----- |
| Avaí    | 2010      | 1           | 0           | 3        | 1        | —       | —       | 4     | 1     |
| Avaí    | 2011      | 0           | 0           | 2        | 0        | —       | —       | 2     | 0     |
| Avaí    | 2013      | 0           | 0           | 1        | 0        | —       | —       | 1     | 0     |
| Total   | Total     | 1           | 0           | 6        | 1        | —       | —       | 7     | 1     |
| Brusque | 2013      | —           | —           | 12       | 0        | 2       | 0       | 14    | 0     |
| Brusque | 2014      | —           | —           | 15       | 1        | 2       | 0       | 17    | 1     |
| Total   | Total     | —           | —           | 27       | 1        | 4       | 0       | 31    | 1     |